# Lonquimay (volcan)
Pour les articles homonymes, voir Lonquimay.
Le volcan Lonquimay est un stratovolcan du Chili, situé au sein de la cordillère des Andes, dans la localité de Malalcahuello, commune de Lonquimay, province de Malleco de la région d'Araucanie, à plus de 650 km au sud de Santiago.
Il existe deux accès pour grimper ce volcan. Le premier accès classique se fait par la station de ski du secteur de Corralco, el le deuxième en passant par la réserve privée de la lagune Blanche (Laguna Blanca).

## Géographie

### Situation, topographie
Le volcan Lonquimay de type stratovolcan possède un cône constitué de dépôts de coulées pyroclastiques noires et grises. Son volcan jumeau, bien que de moindre hauteur, est le Tolhuaca. Le Lonquimay est situé au sein d'un ensemble de réserves écologiques de forêts d'araucaria, de hualle, de lenga, de coïgue et d'autres (réserves nationales de Malalcahuello et de Nalcas). Une station de ski est située côté sud, dans le secteur de Corralco.

### Climat
Sur ses versants prédomine un climat polaire d'altitude en hiver où la température peut descendre jusqu'à −20 °C, avec en revanche des étés doux et pluvieux, et deux mois secs (30 °C)[réf. souhaitée].

### Végétation
L'unique végétation existante se compose principalement de lichens et de mousses adhéré à la roche volcanique, et d'imposants auraucarias dans les zones les plus basses protégées du vent. Ce volcan est situé entre la réserve nationale de Malalcahuello et la réserve nationale de Nalcas.

## Histoire
Selon les registres historiques, ce volcan a connu trois éruptions. La première en 1887, puis en janvier 1933 pour la seconde, et la plus récente, le 25 décembre 1988, qui a formé le cratère Navidad (nom donné pour son éruption le jour de Noël, navidad en espagnol).
Aujourd'hui, il est surveillé depuis l'Observatoire volcanologique des Andes du Sud, basé dans la ville de Temuco.